# Aleksander Koniecpolski (zm. 1609)
Aleksander Koniecpolski herbu Pobóg (zm. 1609) – starosta wieluński od 1584, starosta żarnowiecki w 1592, kasztelan sieradzki od 1597, starosta brzeźnicki od 1603, kasztelan biecki od 16 marca 1603, wojewoda podolski od 1603, wojewoda sieradzki od 1605, rotmistrz królewski.

## Życiorys
Syn magnata Stanisława Przedbóra Koniecpolskiego i Elżbiety Ligęzianki, siostrzenicy hetmana Jana Tarnowskiego.
Wychowany na dworze wojewody kijowskiego, księcia Konstantego Ostrogskiego. W 1579 roku wziął udział w kampanii połockiej Stefana Batorego ze stukonną rotą husarską zaciągniętą na własny koszt. Walczył w pułku Krzysztofa Niszczyckiego w rejonie Szkłowa na granicy moskiewsko-litewskiej. W 1580 roku na wyprawie wielkołuckiej walczył pod komendą Jana Zamoyskiego. Odznaczył się w oblężeniu Pskowa podczas kolejnej kampanii na przełomie 1581/1582. Za wojenne zasługi otrzymał od króla roczną pensję z dochodów starostwa wieluńskiego, a w roku 1584 został starostą wieluńskim. Po wojnie moskiewskiej do roku 1586 służył jako rotmistrz w wojsku kwarcianym na Ukrainie. W czasie elekcji 1587 roku głosował najpierw na Piasta, potem na Zygmunta Wazę. Poseł na sejm koronacyjny 1587/1588 roku z ziemi wieluńskiej.
Podczas walki o tron polski między Zygmuntem Wazą, a Maksymilianem Habsburgiem bronił oblężonego przez wojska austriackie Krakowa. 14 stycznia 1588 roku wziął udział w bitwie pod Byczyną. W 1589 roku był sygnatariuszem ratyfikacji traktatu bytomsko-będzińskiego na sejmie pacyfikacyjnym. Poseł na sejm pacyfikacyjny 1589 roku z województwa sieradzkiego. W 1597 roku wszedł w skład Senatu jako kasztelan sieradzki. W 1600 roku był posłem na sejm. W 1601 roku wziął udział w wyprawie do Inflant opanowanych niemal w całości przez Szwedów. Jego rotę husarską włączono do pułku królewskiego Stefana Potockiego, wówczas starosty felińskiego.
W pierwszym okresie kariery politycznej Aleksander Koniecpolski był gorącym zwolennikiem Jana Zamoyskiego. Stopniowo, zapewne zrażony postępowaniem opozycji antykrólewskiej, a także skuszony możliwościami zdobycia nowych nadań, przechodził do obozu królewskiego. 22 lutego 1603 roku otrzymał nadanie starostwa brzeźnickiego. 16 marca 1603 roku został kasztelanem bieckim, a pod koniec tegoż roku awansował na wojewodę podolskiego. W 1605 roku otrzymał nominację na urząd wojewody sieradzkiego. Po sejmie warszawskim z 1606 roku na którym wybuchł bunt przeciw królowi uczestniczył w sejmikach i zgromadzeniach szlachty województwa sieradzkiego i ziemi wieluńskiej, usiłując zapobiec udziałowi szlachty w zjeździe rokoszowym. W kwietniu 1606 roku uczestniczył w zjeździe w Stężycy.
Pojawił się na zjeździe rokoszan w Sandomierzu w lipcu 1606 z którego ledwie uszedł z życiem. Dalej starał się odciągnąć szlachtę od buntu i dzięki tej postawie na sejmie w 1607 mógł wyrobić starostwo wieluńskie swojemu synowi Stanisławowi Koniecpolskiemu. Wywołało to zrozumiałe oburzenie szlachty, gdyż Stanisław miał wówczas około 15 lat. W bitwie pod Guzowem 6 lipca 1607 roku czuwał ze swoją rotą nad bezpieczeństwem króla.
Gorąco popierał interwencję polską w Moskwie podczas Wielkiej Smuty.
Około 1590 roku ożenił się z Anną, córką wojewody kamienieckiego Stanisława Sroczyckiego. Ojciec dziewięciorga dzieci – synowie: Stanisław, Przedbór, Remigian, Krzysztof (wojewoda bełski i chorąży wielki koronny) i Jan (wojewoda sieradzki) oraz córki: Aleksandra, Eufrozyna, Leonarda i Barbara.
Zmarł w 1609 roku w Ruścu dożywszy ok. 50 lat.